# ASV Hollfeld
Der ASV Hollfeld ist ein Sportverein aus der Stadt Hollfeld (Oberfranken). Ursprünglich als Turnverein gegründet verfügt er heute über weitere Abteilungen für Fußball, Tischtennis, Gymnastik, Kegeln, Nordic-Walking und Radfahren. Er zählt etwa 610 Mitglieder (Stand: Juni 2012).

## Geschichte
Der Verein wurde im Sommer des Jahres 1900 als Turnverein gegründet. Nach Errichtung einer Fußballabteilung erhielt er 1929 seinen heutigen Namen.
Von 2005 bis 2008 gelangen dem Verein vier Aufstiege in Folge von der Kreisklasse bis in Landesliga Nord. In der Saison 2011/12 stieg er als Tabellenvierzehnter dank des erweiterten Aufstiegsrechts im Rahmen der Spielklassenreform des Bayerischen Fußball-Verbands nach Relegation in die Bayernliga Nord auf. Aus dieser musste er 2013/14 als Tabellenletzter wieder absteigen. In der Folgesaison wurde man, als Tabellenletzter der Landesliga, direkt in die Bezirksliga durchgereicht. Dort zog der ASV Hollfeld seine erste Mannschaft noch vor Saisonstart vom Spielbetrieb zurück, da mehrere Spieler den Verein verlassen hatten und ihm nicht mehr als fünf Bezirksligaspieler zur Verfügung standen. Somit trat der ASV Hollfeld in der Saison 2015/16 mit nur einer Mannschaft in der B-Klasse (der ursprünglichen Zweiten Mannschaft) an, deren Kader überwiegend aus eigenen Altherren- und Juniorenspielern zusammengestellt ist. In dieser gelang 2016 auf Anhieb die Meisterschaft und der Aufstieg in die A-Klasse Bayreuth/Kulmbach.

## Erfolge
- Aufstieg in die Landesliga Bayern Nord: 2008
- Aufstieg in die Bayernliga: 2012